# ورزشگاه فلتینس آرنا

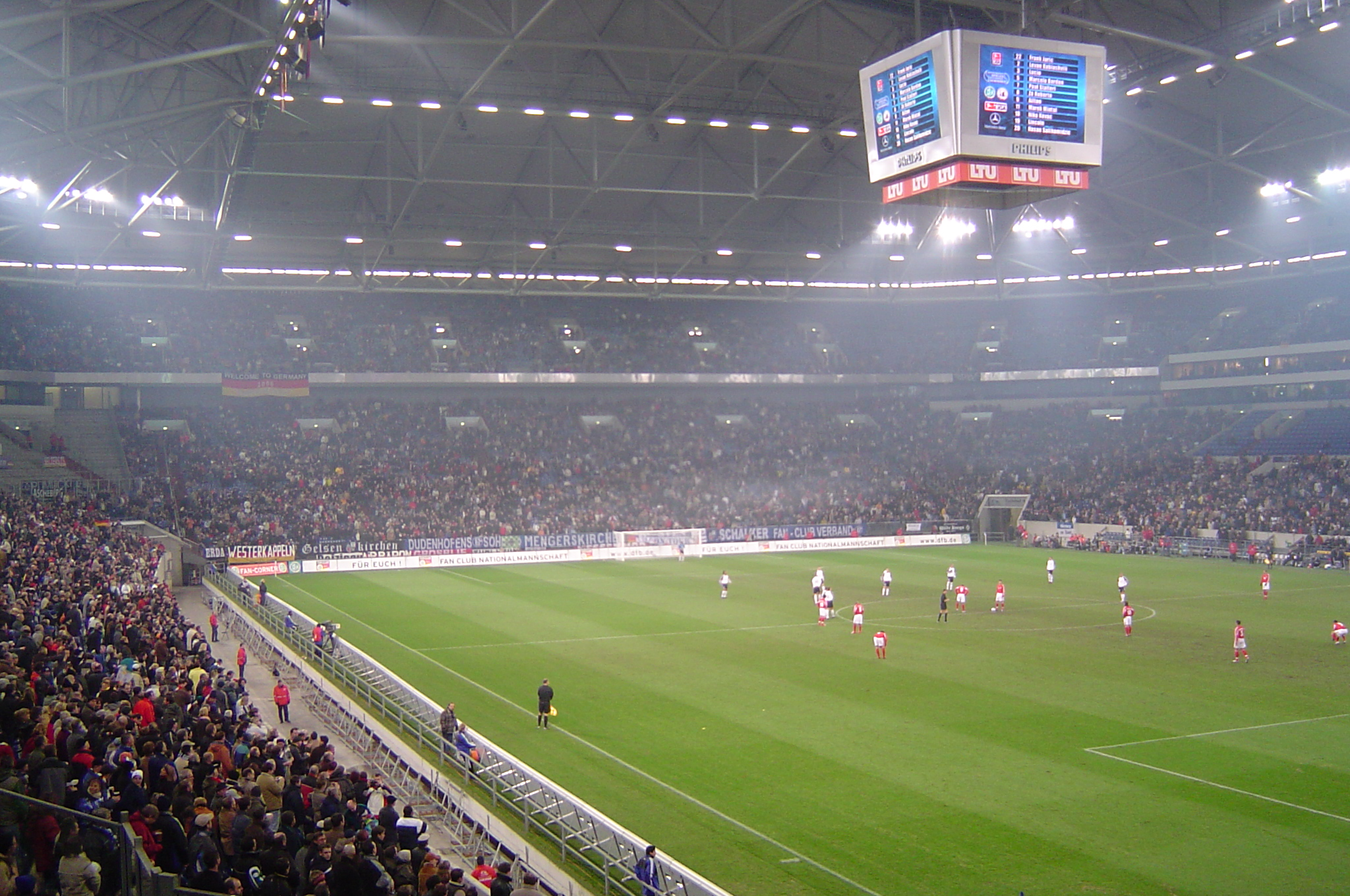
ورزشگاه فلتینس آرنا

ورزشگاه فلتینس آرنا (Veltins-Arena) (نام پیشین: ورزشگاه اوف شالکه)، ورزشگاهی چندمنظوره درجه یک در شهر گلزن‌کیرشن آلمان است که یکی از مدرن‌ترین ورزشگاه‌ های جهان شناخته می‌شود. استادیوم فوتبال این ورزشگاه بیشتر از حیث کیفیت سکو های تماشاگران و چمن تازه و مرغوب و نیز امکانات الزامی و آپشن‌ها و خدمات بسیار عالی چندین بار در صدر استادیوم‌ های اروپا قرار گرفته است!

این ورزشگاه که ورزشگاه اختصاصی تیم شالکه ۰۴ است، بیش از ۶۰ هزار نفر ظرفیت دارد. این ورزشگاه میزبان فینال جام قهرمانان باشگاه‌های اروپا در فصل ۲۰۰۴–۲۰۰۵ بود و در جام جهانی ۲۰۰۶ آلمان نیز ۵ بازی را میزبانی کرد. حقوق نامگذاری استادیوم در ۱ ژوئیه ۲۰۰۵ به کارخانه آبجوسازی آلمانی فلتینس فروخته شد.

## سامانه لوله‌کشی و مخازن آبجو
ورزشگاه فلتینس آرنا نه تنها به کارخانه آبجوسازی متصل است بلکه مجهز به یک سامانه ۵ کیلومتری انتقال آبجو است و قادر است ۵۲۰۰۰ لیتر آبجو را به طور همزمان در چهار مخزن ذخیره‌سازی (دو مخزن ۱۶۰۰۰، یکی ۱۲۰۰۰ و یکی ۸۰۰۰ لیتری) نگهداری کند. کارخانه آبجوسازی Veltins Brewery مدتهاست با شالکه رابطه داشته است و اولین قرارداد آنها در سال ۱۹۹۷ امضا شد. از سال ۲۰۰۵ این کارخانه آبجوسازی همچنین صاحب حقوق نامگذاری Veltins Arena است. این قرارداد در سال ۲۰۱۴ تا سال ۲۰۱۹ و سپس یک بار دیگر تا سال ۲۰۲۳ تمدید شد.

## تاریخ
در دههٔ ۹۰ تقاضاهای بسیاری برای تغییر ورزشگاه تیم شالکه ۰۴ از ورزشگاه قدیمی «پارک اشتادیون» وجود داشت و از همین رو طرح‌هایی برای تأسیس ورزشگاهی جدید مد نظر قرار گرفت. پس از عملکرد عالی این تیم در جام یوفا ۱۹۹۷ و با توجه به نزدیکی سال ۲۰۰۴ (سالگرد صد سالگی شالکه) طرح‌های عملی ریخته شد و نهایتاً در ۱۹۹۸ قراردادی با شرکت ساختمانی «اچ بی ام» برای ساختن این ورزشگاه ریخته شد.
این ورزشگاه ابتدا در سال ۲۰۰۱ و با نام «آرنا اوف شالکه» و به عنوان ورزشگاه اختصاصی تیم شالکه ۰۴ آغاز به کار کرد. در تابستان ۲۰۰۵ شرکت آبجوسازی ولتینز با حمایت مالی، نام آن را به "ولتینز آرنا تغییر داد.

### جام جهانی ۲۰۰۶ آلمان
این ورزشگاه از میزبانان بازی‌های جام جهانی ۲۰۰۶ آلمان بود که مجموعاً ۵ بازی، ۴ بازی گروهی و یکی در یک چهارم نهایی، را میزبانی کرد.
از گروه اول بازی اکوادور و لهستان این‌جا برگزار شد که با پیروزی ۲ بر صفر اکوادور خاتمه یافت. از گروه سوم، آرژانتین ۶ بر صفر صربستان و مونته‌نگرو را مغلوب کرد. از گروه چهارم، مکزیک ۲ بر ۱ مغلوب پرتغال شد. از گروه پنجم، جمهوری چک همین‌جا پیروزی سه بر صفر خود مقابل آمریکا را کسب کرد.
در مرحلهٔ یک چهارم نهایی، انگلستان و پرتغال در این‌جا دیدار کردند که بازی پس از نتیجهٔ ۰–۰ مساوی در وقت عادی در ضربات پنالتی به نفع پرتغال تمام شد.